# Mesaje Google
Mesaje Google (cunoscut anterior ca Messenger, Mesaje Android și Mesaje) este o aplicație software de mesagerie text dezvoltată de Google pentru sistemele sale de operare mobile Android și Wear OS⁠(d), fiind disponibilă și pe Web.
Platforma de mesagerie universală oficială a Google pentru ecosistemul Android, Mesaje utilizează SMS și Rich Communication Services (RCS). Începând din 2023, Google a activat RCS în mod implicit pe dispozitivele Android participante, similar cu implementarea IMessage⁠(d) pe dispozitivele Apple.

## Istoric
Codul original pentru mesageria SMS Android a fost lansat în 2009 integrat în sistemul de operare. A fost lansat ca aplicație de sine stătătoare independentă de Android odată cu lansarea Android 5.0 Lollipop în 2014, înlocuind Google Hangouts⁠(d) ca aplicație implicită SMS implicită pe linia de telefoane Google Nexus⁠(d).
În 2018, Mesaje a adoptat mesajele RCS și a evoluat pentru a trimite fișiere de date mai mari, a se sincroniza cu alte aplicații și chiar a crea mesaje în masă. Acest lucru a fost în pregătire pentru momentul în care Google a lansat mesaje pentru web.
În decembrie 2019, Google a început să introducă suport pentru mesageria RCS (Rich Communication Services) prin intermediul unui serviciu RCS găzduit de Google, denumit în interfața cu utilizatorul „funcții de chat”. Aceasta a fost urmată de o lansare globală mai amplă pe parcursul anului 2020.
Aplicația a depășit 1 miliard de instalări în aprilie 2020, dublându-și numărul de instalări în mai puțin de un an.
Inițial, RCS nu suporta criptarea end-to-end. În iunie 2021, Google a introdus criptarea end-to-end în Mesaje în mod implicit utilizând Protocolul Signal, pentru toate conversațiile unu-la-unu bazate pe RCS, pentru toate chat-urile de grup RCS în decembrie 2022 pentru utilizatorii beta, și pentru toți utilizatorii RCS până în august 2023, precum și activarea RCS pentru toți utilizatorii în mod implicit pentru a încuraja criptarea.
Începând cu Samsung Galaxy S21, Mesaje înlocuiește aplicația internă Samsung Messages ca aplicație implicită de mesagerie text pentru One UI pentru unele regiuni și operatori. În aprilie 2021, aplicația a început să primească modificări ale interfeței de utilizator pe dispozitivele Samsung pentru a urma aspecte ale One UI, inclusiv împingerea părții de sus a listei de mesaje spre mijlocul ecranului pentru a îmbunătăți ergonomia.
În februarie 2023, Google a început să înlocuiască referirile la „funcții de chat” din interfața de utilizator Mesaje cu „RCS”. În august 2023, Google a anunțat că Mesaje va utiliza RCS în mod implicit pentru toți utilizatorii, cu excepția cazului în care aceștia renunță, pentru a le permite să beneficieze de mesagerie securizată. În decembrie 2023, odată cu apariția unei serii de funcții noi, aplicația a fost redenumită „Mesaje Google”.
În iulie 2024, Samsung a anunțat că nu va mai preinstala Samsung Messages pe dispozitivele sale Galaxy în unele regiuni, începând cu Galaxy Z Fold 6 și Flip, favorizând în schimb Mesaje Google.

## Caracteristici
Unele dintre cele mai importante caracteristici din Mesaje Google sunt:
- Trimiteți mesaje text și vocale instantanee în conversații de chat 1:1 sau de grup prin date mobile și Wi-Fi, prin Android, Wear OS⁠(d) sau web.
- Criptare end-to-end pentru chat-urile RCS.[17]
- Stare de tastare, trimitere, livrare și citire
- Răspuns și reacție la mesaje specifice
- Partajarea de fișiere și fotografii de înaltă rezoluție
- Transcrierea mesajelor vocale
- Programarea mesajelor
- Memento-uri în aplicație pentru zile de naștere și mesaje la care nu ați răspuns după ceva timp cu Nudges[24]
- Integrare strânsă cu ecosistemul Google, de exemplu Google Calendar,[24] Meet,[25] Maps,[26] YouTube,[27] Fotografii,[28] Contacte, Asistent,[29] Căutare, Navigare Sigură etc.
- Interfață web: Aplicația Mesaje poate fi utilizată într-o altă filă de browser a dispozitivului. Pentru a activa această funcție, utilizatorul trebuie să viziteze pagina web https://messages.google.com/web și să scaneze codul QR care este afișat pe web cu smartphone-ul, utilizând această funcție în aplicația Mesaje.[30]
- Recunoașterea numărului de telefon: Aplicația arată țara și provincia apelantului. În plus, poate afișa numele companiei sau un avertisment pentru apelurile spam dacă numărul este înregistrat într-o bază de date.[31]
- Acces la chatbot-ul Gemini pe anumite dispozitive Pixel și Galaxy.[32]